# Limbach (Bad Kreuznach)
Pour les articles homonymes, voir Limbach.
Limbach est une municipalité allemande située dans le land de Rhénanie-Palatinat et l'arrondissement de Bad Kreuznach.

## Personnalités nées à Limbach
- Otto Warth, architecte